# Kathryn Dawn Lang
Kathryn Dawn Lang (ismertebb nevén K.D. Lang, gyakran k.d. lang-ként stilizálva,  Edmonton, Alberta) 1961. november 2. –) négyszeres Grammy-díjas kanadai rock-pop-country-folk énekesnő. Első nagylemeze, a Shadowland bekerült az 1001 lemez, amelyet hallanod kell, mielőtt meghalsz című könyvbe.

## Élete
Az albertai Edmontonban született, Audrey Bebee és Adam Frederick Lang gyermekeként. Angol, német, skót, ír, orosz, zsidó, izlandi és indián felmenőkkel rendelkezik. Kilenc hónapos korában családjával együtt elköltözött az albertai Consortba, ahol két lánytestvérrel és három fiú testvérrel nőtt fel. Tizenkét éves korában apja elhagyta a családot.
Majd a Red Deer College-re kezdett járni, ahol Patsy Cline hatására elhatározta, hogy zenész lesz. Érettségi után elköltözött Edmontonba, ahol egy Patsy Cline tribute bandet alapított, „The Reclines” néven. Az együttes a következő felállással rendelkezett: K.d. lang – ének, Stu Macdougal – billentyűk, Dave Bjarnson – dob, Gary Koligar – gitár és Farley Scott – basszusgitár. Első nagylemezük 1984-ben jelent meg. K.d. lang első szóló lemeze 1988-ban jelent meg.
K.d. lang leszbikus, vegetáriánus és állatvédő. Állatvédő aktivizmusa miatt egy ideig betiltották őt Albertában, illetve az amerikai Kansas, Oklahoma, Nebraska és Montana államokban.

## Diszkográfia
- Shadowland (1988)
- Ingénue (1992)
- All You Can Eat (1995)
- Drag (1997)
- Invincible Summer (2000)
- Hymns of the 49th Parallel (2004)
- Watershed (2008)

Albumok másokkal
- A Truly Western Experience (a The Reclines-szel, 1984)
- Angel with a Lariat (a The Reclines-szel, 1987)
- Absolute Torch and Twang (a The Reclines-szel, 1989)
- A Wonderful World (Tony Bennettel, 2002)
- Sing It Loud (a The Siss Boom Bang-gel, 2011)
- case/lang/veirs (a case/lang/veirs-szel (Neko Case/k.d. lang/Laura Veirs közreműködés), 2016)

### Filmzene
- Even Cowgirls Get the Blues (1993)

### Filmszerep
- 1977: Az utolsó keresztapa (The Last Don) – Dita Tommey
- 1999: A tanú szeme (Eye of the Beholder) – Hilary
- 2006: Fekete Dália (The Black Dahlia) – bárénekesnő